# Cooper Lee
Cooper Lee, gespeeld door acteur Michael Trucco, is een personage uit de televisieserie One Tree Hill.

## Seizoen 2
De kijker maakt voor het eerst kennis met Cooper wanneer hij zijn neef Nathan Scott wil opvrolijken na de breuk met zijn vrouw Haley James Scott. Hij laat hem autoracen op zijn circuit. Echter, Nathan verongelukt met opzet. Hij overleeft het ongeval.

## Seizoen 3
Cooper komt opnieuw terug om zijn zus Deborah Lee te beschermen van haar moordlustige man Dan Scott. Hier ontmoette hij Rachel Gatina via het internet, waar Rachel zegt dat ze volwassen is. Wanneer hij haar aantreft als cheerleader bij een Ravens wedstrijd, ontdekt Cooper dat Rachel 17 jaar oud is. Hoewel hij haar dumpt, weet Rachel hem te verleiden. Cooper dumpt haar hierna voorgoed, waarna Rachel gedeprimeerd raakt. Tijdens het tweede bruiloft van Nathan en Haley steelt een dronken Rachel een limousine. Cooper gaat mee om er voor te zorgen dat ze niets doms doen. Terwijl hij rijdt, vertelt hij dat ze nooit een relatie zullen krijgen. Rachel wordt boos en probeert het stuur over te nemen. Cooper verliest controle en rijdt van een brug af het water in.

## Seizoen 4
Nathan redt Cooper en Rachel uit het water. Hoewel het goed gaat met Rachel, ligt Cooper in een coma. Als hij bijkomt, vraagt de politie of hij een aanklacht wil indienen tegen Rachel. Dit doet hij niet, maar hij verliet Tree Hill wel voorgoed.